# Jean-Baptiste-Louis-Théodore de Tschoudi
Jean-Baptiste-Louis-Théodore Tschudi, né à Metz le 16 août 1734 et mort à Versailles le 7 mars 1784, est un militaire, poète et botaniste français. Il fut librettiste de Gluck et de Salieri.

## Biographie
Jean-Baptiste-Louis-Théodore de Tschoudi, ou "Tschudy", naît à Metz, dans la province des Trois-Évêchés, le 16 août 1734. Sa mère étant décédée alors qu’il avait un an, le jeune Tschudi est confié à des membres de la famille de Tschudi, habitant Glaris en Suisse. C’est en Suisse que son enfance fut marquée par la beauté de la nature. Cet amour nourrira son inspiration dans l’agencement du domaine de Colombey et dans ses recherches agricoles, ainsi que dans sa poésie.
Jean-Baptiste-Louis-Théodore de Tschoudi épousa en 1757 Jacobée-Pauline-David-Christine-Françoise de Tschudi, sa cousine germaine.
D’abord capitaine d’un régiment suisse, seigneur de Colombey, grand bailli de Metz de 1760 à 1774, il fut aussi ministre du prince-évêque de Liège et son chargé d’affaires à Versailles à partir de 1777. Membre zélé, dès 1761, de l’Académie de Metz, dont il fut l’un des principaux fondateurs et qu’il présida à plusieurs reprises, il s’intéressa à la littérature, à l’horticulture et à la botanique.
Jean-Baptiste de Tschoudi herborisa dans les montagnes suisses et françaises, planta dans son jardin de Colombey de nombreuses plantes exotiques et publia des articles et mémoires sur l’agriculture et les prairies artificielles (1763), la culture de la luzerne (1764), la « culture » des forêts et l’utilité de leur plantation (1766), sur les arbres et différents végétaux. Il écrivit plus de 150 articles de botanique pour le Supplément à l'Encyclopédie. Jean-Baptiste de Tschoudi convertit les environs du château de Colombey en parc anglais : il avait fait planter à grands frais des arbres venus d’Asie, d’Afrique et d’Amérique.
Également librettiste, Jean-Baptiste de Tschoudi est l’auteur d’une ode : Vénus dans la vallée de Tempé (1773), d’une pastorale : Écho et Narcisse (1779) qui fut jouée à l’Opéra sur une musique de Christoph Willibald Gluck qu’il rencontra à Paris et aussi d’une tragédie lyrique : Les Danaïdes (1784, également sur une musique de Gluck). Il est également auteur d’une pièce célèbre : Hymne à l’amitié.
Lorsque Tschudi mourut des suites d’une courte maladie, son épouse resta à Colombey et continua l’exploitation du domaine avec l’aide des fermiers et jardiniers formés par son mari.

## Publications
- Traité des arbres résineux conifères, impr. de J. Collignon, Metz, 1768.
- L'indigence, ode en stances libres, par M. le baron de Tschoudi, impr. de J. Antoine, Metz, 1774.
- Les vœux d'un citoyen, ode au Roi, avec un morceau de poésie champêtre, par M. le baron de Tschoudi, impr. de J. Antoine, Metz, 1775.
- Discours de Mr de Tschoudi, bailli de Metz, à l'assemblée générale des deux religions du louable canton de Glaris où il a demandé le renouvellement de l'ancien droit de citoien de ses ancêtres(sic), (S. l.), 1765.

### Sources
- Notice d'autorité sur le site de la BNF.
- De Tschudi